# Жива, Мария Адамовна
Мария Адамовна Жива (12 февраля 1908 года, королевство Галиция и Лодомерия, Австро-Венгрия — 12 апреля 1982 года, село Малпилс, Латвийская ССР) — латвийский советский партийный, государственный и хозяйственный деятель, свинарка Малпилсского совхоза-техникума Рижского района Латвийской ССР. Герой Социалистического Труда (1971). Член ЦК Компартии Латвии. Депутат Верховного Совета Латвийской ССР 8-го созыва.

## Биография
Родилась в 1918 году в крестьянской семье в одном из сельских населённых пунктов королевства Галиция и Лодомерия, Австро-Венгрия. В 1932 году эмигрировала в Латвию. Трудилась у латышских зажиточных крестьян Малпилсской волости, с 1944 года — в личном сельском хозяйстве. С 1948 года — рядовая колхозница «Виениба», с 1958 года — свинарка Малпилсского совхоза-техникума. В 1964 году вступила в КПСС.
В годы Восьмой пятилетки (1966—1970) получала от каждой свиноматки по три приплода в течение года, показывала высокие результаты по сохранности поросят и среднесуточному привесу. Досрочно выполнила личное социалистическое обязательство и плановые задания пятилетки по свиноводству. Указом Президиума Верховного Совета СССР от 8 апреля 1971 года удостоена звания Героя Социалистического Труда «за выдающиеся успехи, достигнутые в развитии сельскохозяйственного производства и выполнении пятилетнего плана продажи государству продуктов земледелия и животноводства» с вручением ордена Ленина и золотой медали Серп и Молот.
В 1971 году получила от каждой свиноматки в среднем по 21 поросёнка, вырастив за год 1114 поросёнка.
Избиралась членом ЦК Компартии Латвии, депутатом Верховного Совета Латвийской ССР 8-го созыва (1971—1975), в 1971 году — делегатом XXI съезда Компартии Латвии.
В 1976 году вышла на пенсию. Проживала на хуторе Виброка (сегодня — в границах села Малпилс).
Скончалась в апреле 1982 года.
Награды и звания
- Герой Социалистического Труда
- Орден Ленина
- Орден «Знак Почёта» (22.03.1966).